# Anthophora tenella
Anthophora tenella är en biart som beskrevs av Johann Christoph Friedrich Klug 1845. Den ingår i släktet pälsbin och familjen långtungebin. Inga underarter finns listade i Catalogue of Life.

## Beskrivning
Arten är ett litet bi, speciellt beträffande hanen, som har en kroppslängd på 6,7 till 7 mm. Honan är något större, 7,5 till 8,5 mm, och en huvudbredd på drygt 3 mm. Grundfärgen är svart, även om ansiktet på hanen, inklusive käkarna, är vitt. Honan har gul överläpp och munsköld. Huvudet har vitaktig päls, mellankroppens päls är vitaktig, eventuellt med en skiftning åt gult hos hanen, ljusgrå hos honan. Bakkroppen är grå hos båda könen; honan har dock en kudde av sammetsliknande, svarta hår mitt på tergit 5 (tergiter är segmenten på bakkroppens ovansida). Tätheten på hanens bakkroppsbehåring kan skifta, och ge bakkroppen ett svagt randigt utseende.

## Ekologi
Som alla i släktet är Anthophora tenella ett solitärt bi och en skicklig flygare. Flygtiden för arten varar från mars till maj.

## Utbredning
Arten är vitt utbredd i Egypten. Den har även påträffats i Algeriet.